# Sergej Baboerin

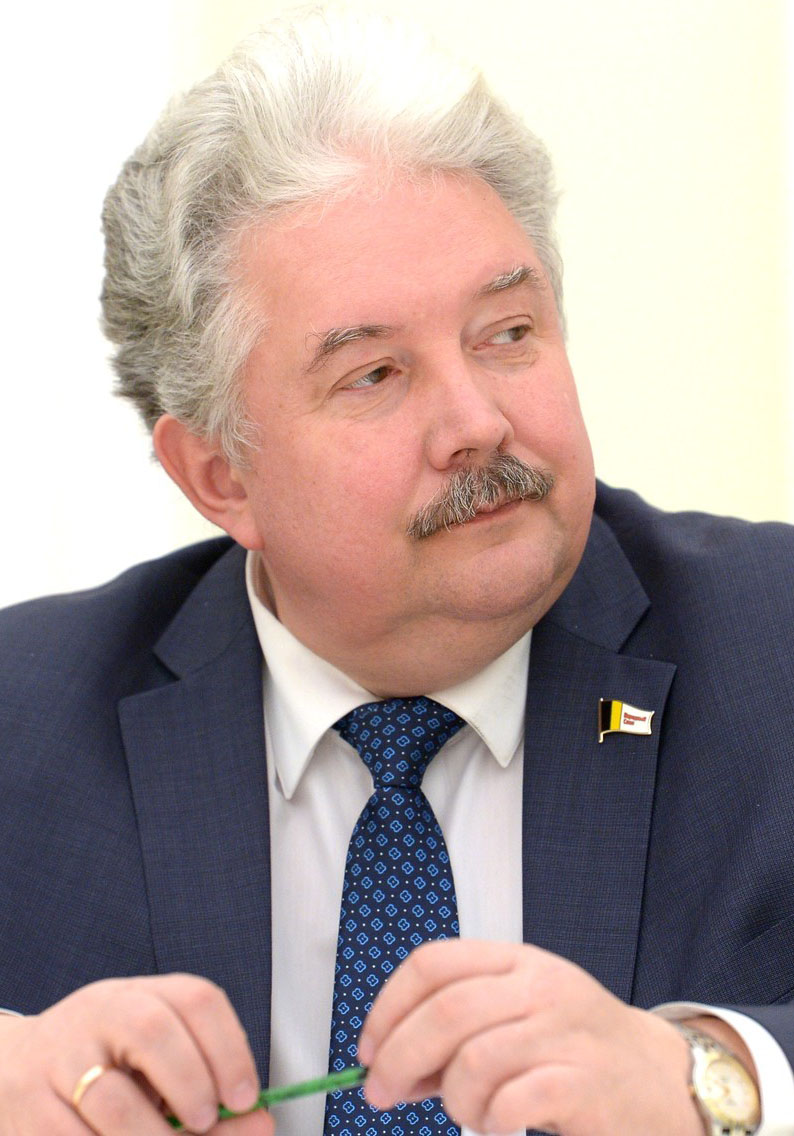
Sergej Baboerin (*1959)

Sergej Nikoljevitsj Baboerin (Russisch: Сергей Николаевич Бабурин) (Semipalatinsk, Kazachse SSR, 31 januari 1959) is een Russisch nationalistisch politicus. Hij was een van de voormannen van de politieke partij Rodina.

## Biografie
Baboerin werd op 31 januari 1959 geboren in Semipalatinsk, Kazachse SSR als zoon van een leraar (vader) en een arts (moeder). Zijn voorouders komen uit Siberië. Hij stamt af van Don-Kozakken en Tataren. Baboerin studeerde rechten aan de Universiteit van Omsk. Hij voltooide in 1981 zijn studie en diende vervolgens anderhalf jaar als Russisch militair in Afghanistan (1981-1983). Hij ontving twee onderscheidingen. Hij vervolgde nadien zijn studie in de rechtswetenschappen en promoveerde in 1986 tot doctor aan de Universiteit van Leningrad. Vervolgens was hij decaan van de faculteit der rechtswetenschappen van de Universiteit van Omsk.
In 1990 werd hij voor een kiesdistrict van Omsk in de Opperste Sovjet van de Russische Socialistische Federatieve Sovjetrepubliek gekozen. Hij werd gekozen tot fractievoorzitter van de nationaal-patriottische parlementaire groep Rusland binnen de CPUS. In 1991 was hij een van de weinige volksvertegenwoordigers die tegen de opheffing van de Sovjet-Unie stemden. In oktober 1991 was hij een van de oprichters van de Russische Volksunie, een Panslavische en nationalistische beweging voortgekomen uit de nationaal-communistische vleugel van de Communistische Partij van de Sovjet-Unie. In december van dat jaar werd hij gekozen voorzitter. In 1992 trad zijn partij toe het Front voor Nationale Redding dat bestond uit verschillende linkse en patriottische partijen die scherp gekant waren tegen de regering van president Boris Jeltsin. Baboerin werd medevoorzitter van het Front. In 1993 viel het Front echter weer uit elkaar. Tijdens de constitutionele crisis van 1993 was hij een van de belangrijkste leiders van het verzet tegen president Jeltsin die hij er van beschuldigde deel uit te maken van een "vijfde colonne" die tot doel zou hebben Rusland uit te leveren aan het Westen. In december 1993 werd Baboerin in de Staatsdoema (opvolger van de Opperste Sovjet) gekozen. In 1997 werd hij tot voorzitter van de parlementscommissie "Anti-NAVO" gekozen. In 1999 werd hij niet herkozen als Doemalid; maar bij de verkiezingen van 2003 kwam hij weer in de Doema. Hij was geen kandidaat bij de verkiezingen van 2007. Tijdens zijn Doemalidmaatschap diende hij een wetsvoorstel in om iedere Rus een schadevergoeding van omgerekend 150.000 Amerikaanse dollars toe te kennen als tegemoetkoming voor het aangedane leed als gevolg van de privatiseringen van de jaren negentig. Hij was een aantal jaren vicevoorzitter van de Doema.
In 2001 fuseerden de Volksunie en enkele andere partijen tot de Nationale Heroplevingspartij "Volkswil" waarvan Baboerin de leider werd. In september 2003 vormde Volkswil weer met andere nationalistische partijen de politieke organisatie Rodina ("Moederland") Samen met Dmitri Rogozin vormde hij het leiderschap duo van Rodina. Vanaf 2004 waren er voortdurend spanningen tussen Rogozin en Baboerin. Toen de eerste zijn macht wist te consolideren, verlieten Baboerin en Volkswil in 2005 Rodina. In 2008 werd Volkswil ontbonden en volgde een heroprichting van de Russische Volksunie, nu echter niet als beweging, maar als politieke partij. In 2011 werd Baboerin tot voorzitter van de Volksunie gekozen.
Van 2002 tot 2012 was Baboerin rector van de Universiteit voor Staatshandel- en Economie in Moskou.
In 2016 stond hij op de lijst van de KPRF voor de verkiezingen van de Stadsdoema van Sint-Petersburg.
Baboerin was in 2018 kandidaat voor het presidentschap en kreeg 0,65% van de stemmen. Hij eindigde hiermee op de laatste plaats.
Sergej Baboerin is een controversieel politicus. Hij claimde in 2014 dat Russische inlichtingendiensten actief extreemrechtse politici in West-Europa en de Verenigde Staten van Amerika werven om hen als een "vijfde colonne" te gebruiken om Russische belangen te behartigen. Zijn politieke opvattingen zijn nationalistisch, Panslavisch (hij is vicevoorzitter van de Internationale Slavische Raad) en ook wel Eurazianistisch. Hij streeft naar een autoritair geregeerd Rusland, gebaseerd op een Christelijk (orthodox) moraal en met een gemengde economie. In ieder geval sinds 1999 is hij een voorstander van een federatie van Rusland, Wit-Rusland en Servië.
Baboerin onderhield contacten met de Servische president Slobodan Milošević en diens vrouw Mirjana Marković. Hij was aanwezig bij de begrafenis van zowel Milošević (in zijn hoedanigheid als vicevoorzitter van de Staatsdoema, maar ook als kennis van de familie) als Marković. Baboerin is vicevoorzitter van The International Committee Slobodan Milošević, een organisatie die tot doel heeft de oud-president van Servië te rehabiliteren.
Sergej Baboerin onderhoudt betrekkingen met enkele West-Europese figuren van extreemrechtse signatuur, waarvan Jean-Marie Le Pen de bekendste is.
Reeds in de jaren negentig sprak Baboerin zich uit voor een annexatie van Oekraïne door Rusland.
Sergej Baboerin beschouwt zichzelf als een linkse conservatief en een traditionalist. Hij is anti-Westers georiënteerd en een tegenstander van inmenging van het Westen in de binnenlandse politiek van Rusland. De Russische traditie is volgens hem hoogstaander dan het Westerse waardensysteem dat volgens hem gebaseerd is op atheïsme, liberalisme, materialisme en (seculier) humanisme. Hij is tegenstander van de NAVO.

## Persoonlijk
Sergej Baboerin is getrouwd en heeft drie kinderen (zonen). Hij behoort tot de Russisch-Orthodoxe Kerk.